# Caenohalictus rostraticeps
Caenohalictus rostraticeps là một loài Hymenoptera trong họ Halictidae. Loài này được Friese mô tả khoa học năm 1917.